# Hotel Los Llanos
El Hotel Los Llanos es un hotel de quince plantas situado en el centro de la ciudad española de Albacete.

## Historia
El hotel fue inaugurado el 14 de marzo de 1969 en medio de una gran expectación. Su inauguración fue noticia destacada en Televisión Española como símbolo del importante crecimiento de la capital. Se convirtió en el primer hotel de 4 estrellas de la urbe manchega. Actualmente forma parte de la First Class Collection de la cadena Sercotel Hotels. En 2006 sufrió una profunda remodelación.

## Características
El notable edificio se adscribe a los principios del movimiento moderno. Tiene quince plantas y largas terrazas horizontales. Está situado en la avenida de España, en pleno centro de la capital albaceteña, en una situación estratégica frente al parque Abelardo Sánchez, auténtico pulmón verde central de la ciudad.

## Huéspedes ilustres
Desde su inauguración se convirtió en el centro de la vida social albaceteña. Multitud de personalidades de todas las esferas se alojaron en el hotel con el paso de las décadas como los príncipes Juan Carlos y Sofía con motivo de la inauguración del Pabellón del Parque en 1973, el presidente del Gobierno José María Aznar, Rafael Alberti, Manuel Fraga, Adolfo Suárez, Los Panchos, Camilo Sexto, Albano, José Tomás, Norma Duval, Jesús Puente, Enrique Ponce, Jesulín, el Fary, Luis Aguilé o Marta Sánchez son algunos ejemplos. Equipos de fútbol como el Real Madrid, el Fútbol Club Barcelona o la selección de fútbol de Israel han hecho escala en el hotel.